# Euphrasia frigida
Euphrasia frigida är en snyltrotsväxtart som beskrevs av Herbert William Pugsley. Euphrasia frigida ingår i släktet ögontröster, och familjen snyltrotsväxter. Inga underarter finns listade i Catalogue of Life.